# Nelson Philippe
Pour les articles homonymes, voir Philippe.
Nelson Philippe est un pilote automobile français né le 23 juillet 1986 à Valence (Drôme).

## Biographie
Après avoir couru en karting en Argentine, en France, en Italie, puis aux États-Unis, Nelson Philippe fait ses débuts en sport automobile en 2003, dans le championnat de Barber Dodge Pro Series (en) aux États-Unis. Auteur de performances correctes (un podium et la neuvième place finale au championnat), il crée la sensation début 2004 en étant recruté par l'écurie Rocketsports pour disputer le championnat Champ Car (il avait préalablement également obtenu un test dans l'équipe d'Emerson Fittipaldi). À seulement 17 ans, il devient alors le plus jeune pilote de l'histoire des championnats CART et Champ Car.
Les débuts de Philippe en Champ Car sont timides. S'il montre une certaine sûreté en piste, il évolue généralement en queue de peloton, ce qui lui vaut de voir la légitimité de son accession au Champ Car contestée par certains observateurs. Après une séparation avec l'écurie Rocketsports au bout de seulement cinq courses, il ne tarde pas à trouver refuge dans l'équipe Mi-Jack Conquest Racing de l'ancien pilote belge Eric Bachelart, où il termine la saison.
Toujours chez Conquest Racing en 2005, Nelson Philippe subit en début de saison la loi de son nouvel équipier, le débutant québécois Andrew Ranger. Mais au fil de la saison, il parvient à inverser la tendance et à signer des performances de plus en plus prometteuses en qualification comme en course. À la fin de la saison, il se voit ainsi décerner le trophée du pilote ayant le plus progressé.
En 2006, Nelson Philippe rejoint l'équipe HVM Racing de Keith Wiggins (en), où il confirme ses progrès constants. En juin, sur l'ovale de Milwaukee, il décroche ainsi le premier podium de sa carrière après un long duel avec le Britannique Justin Wilson, l'un des ténors du championnat. Devenu un candidat régulier aux places d'honneur, il signe un nouveau podium à Montréal, puis remporte en fin de saison à Surfers Paradise en Australie sa première victoire dans la discipline, devenant à tout juste 20 ans le plus jeune vainqueur de l'histoire du championnat (le précédent record appartenait au Néo-Zélandais Scott Dixon). Cette série de bons résultats lui permet de se classer à la quatrième place du classement général final.
Nelson se retrouve sans volant pour la saison 2007, faute de budget. Il fait son retour à la compétition en fin d'année sur une monoplace du Conquest Racing à l'occasion des manches de Surfers Paradise et de Mexico. Classé 6e et 12e, il prend la 19e place au championnat.
En 2008, Nelson pilote quelques manches dans la Superleague Formula, sous les couleurs du Borussia Dortmund. Il dispute également les deux premières courses du GP2 Asia Series 2008-09 à Shanghai, pour le compte de l'équipe ART Grand Prix.
En 2009, il court les 500 miles d'Indianapolis chez HVM Racing, puis récupère le baquet laissé par Alexandre Tagliani chez Conquest Racing en indycar. Le 22 août 2009 il est victime avec Will Power d'un grave accident lors des essais sur le circuit de Sonoma.
Sorti de l'hôpital, il effectue quelques courses en 2010, avant de se retirer du sport automobile.

## Résultats aux500 milesd'Indianapolis
| Année | Voiture       | Équipe     | Qualification | Résultat      |
| ----- | ------------- | ---------- | ------------- | ------------- |
| 2009  | Dallara-Honda | HVM Racing | 31e           | 25e (abandon) |

## Divers
- Début 2005, Nelson Philippe a intégré les rangs de l'équipe de France FFSA, parrainée par Jean Alesi.
- Richard Philippe, le frère cadet de Nelson, poursuit également une carrière de pilote professionnel. Après un passage en 2006 dans le championnat de Formule Atlantic et quelques essais privés en Champ Car, il a rejoint en 2007 les World Series by Renault.